# ألبينو (لومباردي)
ألبينو، هي كومونا في مقاطعة بيرغامو في منطقة لومبارديا شمال إيطاليا، تقع شمال شرق بيرغامو على وادي نهر سيريو (فال سيريانا)، وتم تضمين هذه البلدية في محيط المعاهدة الدولية لاتفاقية جبال الألب.

## التاريخ
أظهرت الاكتشافات الأثرية الموجودة هناك أن المنطقة قد وجدت منذ العصر النحاسي، وقد استقر مستوطنين في المكان (أناس من أصل قوليش)، على الرغم من أن الوثيقة الأولى التي تذكر ان فيكو ألباينز تعود إلى 892 بعد الميلاد، وقد تم في وقت لاحق خلال الصراعات التي درات بين الغويلفيون والغيبيلينيون تحصين المنطقة حيث تم بناء قلعة في القرن الرابع عشر. تم تضمين المنطقة لاحقا تحت جمهورية البندقية وقد شهدت ازدهارا في صناعة المنسوجات والحديد، السمات التي جعلت من ألبينو مميزة إلى يومنا هذا.
تلقت ألبينو اللقب الفخري للمدينة بمرسوم رئاسي صدر في السابع والعشرين من ديسمبر عام ١٩٩١. ويربط بين مدينتي بيرغامو وألبينو قطار خفيف والذي افتتح منذ عام ٢٠٠٩.

## المعالم السياحية الرئيسية
- تأسست كنيسة دي سان جوليانو عام ٨٩٨ وقد أعيد بناؤها على الطراز الكلاسيكي الحديث في اوائل القرن التاسع عشر وتضم الكنيسة أعمال جوفاني باتيستا موروني واينيا سالميجا وآخرون. وبالنسبة إلى برج الجرس المرتبط بالكنيسة فقد صمم على يد كوزيمو فانتزاقو عام (١٤٩٧).
- صمم دير سان بارتولوميو (القرن الثاني عشر) على الطراز القوطي اللومباردي، ويضم الدير لوحات جدارية من القرن السادس عشر وواحد وعشرون منحوتة خشبية للجوقة ولوحة متعددة الدرفات مصنوعة من الخشب المذهب، ويعد المكان معلم تذكاري وطني.
- يضم معبد مادونا ديل بيانتو (القرن الخامس عشر) لوحة قماشية للرسام موروني وهي عبارة عن رسمة للمسيح وهو يحمل الصليب ولوحة الترسب للرسام سالميجا.
- كنيسة الحمل (وجدت في أواخر القرن الخامس عشر) وتحتوي على رواق بارز وأعمال فنية صنعت من الجص والتي تعود للقرنين الرابع عشر والسادس عشر.
- معبد مادونا ديلا كورونا والذي يوجد على الطريق الريفي المؤدي لمقاطعة سيلفينو ويعود تاريخها إلى القرن السادس عشر ويحتوي على لوحات فنية مصنوعة من الجص والتي تم ترميمها مؤخرا.
- كنيسة سانت آنا (القرن السادس عشر) صممت على يد المهندس المعماري جوفان باتيستا كانيانا.
- معبد ألتينو (القرن السادس عشر) في فراتسيوني فال ألتا.
- دير السيسترسية.
- معبد مادونا ديلا قامبا( مادونا الساق) في قرية ديزينسانو سيريو والذي تم تشييده عام ١٤٤٨ تكريما للمعجزة التي حصلت عام ١٤٤٠ عندما تم انقاذ امرأة عذراء والتي كانت تصلي لمريم العذراء بأعجوبة من الإصابات التي لحقت بساقها. ويضم المعبد أعمال كلا من اينيا سالميجا، بالما إل جوفاني، أندريا فاتوني، وآخرون.
- أسقفية القديس بيتر والتي تعد مثالا بارزا على العمارة اللومباردية القوطية وتقع في قرية ديزينسانو سيريو.
- كازا ديلا ميزيركورديا والتي تضم لوحات للفنان موروني (١٥٧٠)
- كازا سولاري (من القرن السادس عشر)

## الكومونات المحيطة
- Gazzaniga
- Cene
- جافرينا تيرمي
- Casazza
- Vigano San Martino
- Borgo di Terzo
- Luzzana
- Trescore Balneario
- Cenate Sopra
- Pradalunga
- Selvino

## روابط خارجية
- About Albino
- Coat of arms of Albino